# The Barrier (British Columbia)
The Barrier ist ein Lavadamm im Südwesten der kanadischen Provinz British Columbia.

## Geographie
The Barrier staut den Garibaldi Lake auf natürliche Weise. Der einzige Auslass ist ohne Bewirtschaftung. Der Damm ist mehr als 300 m dick und an der Seekante etwa 2,4 km lang.
Das Gebiet unterhalb und angrenzend an The Barrier wird aufgrund der instabilen Lavaformation als gefährlich angesehen.

## Geologie
The Barrier wurde vor etwa 15.000–12.000 Jahren geschaffen, als aus dem Clinker Peak an der Westschulter des Mount Price riesige Lavaflüsse ausgestoßen wurden. Die Lava floss in das Tal des Cheakamus River. Zur Zeit der Eruption war das Tal möglicherweise mit Eis gefüllt. Die Lava wurde vom Eis gestoppt und gestaut, wodurch sie abkühlte und zu einem „Eisgrenzen-Lavafluss“ wurde. Als das Eis schmolz, bildete der Lavafluss ein steilwandiges Kliff. Weiterhin zufließendes Wasser wurde durch die Klippe aufgestaut und bildete so den Garibaldi Lake.

## Rubble Creek Boulder Field
Die instabile Lava von The Barrier war in der Vergangenheit Quelle mehrerer Bergrutsche im Gebiet des Garibaldi Lake. Der jüngste Bergrutsch bildete 1855–1856 ein riesiges Findlingsfeld, dem der Rubble Creek (rubble – dt. „Geröll“) seinen Namen verdankt. Während dieses Ereignisses wurden mindestens 30.000.000 m³ Gestein bewegt.

## Gefährdungen
Befürchtungen über die Instabilität von The Barrier gründen sich auf vulkanische und tektonische Aktivitäten sowie schwere Regenfälle. Die Regierung der Provinz British Columbia erklärte daher 1981 das Gebiet unterhalb von The Barrier als für eine Besiedlung zu unsicher. Dies führte zur Evakuierung des kleinen Dorfes Garibaldi und der Umsiedlung der Einwohner in weiter entfernte neu parzellierte Wohngebiete. Sollte The Barrier komplett einstürzen, würde der Garibaldi Lake und vollständig entleert; Zerstörungen an den flussab gelegenen Cheakamus River und Squamish River wären wahrscheinlich, ebenso eine massive Zerstörung der Stadt Squamish und eine Flutwelle im Howe Sound, die auch Vancouver Island erreichen würde.